# 12874 Poisson
12874 Poisson eller 1998 QZ är en asteroid i huvudbältet som upptäcktes den 19 augusti 1998 av den italiensk-amerikanske astronomen Paul G. Comba vid Prescott-observatoriet. Den är uppkallad efter den franske matematikern Siméon Denis Poisson.
Asteroiden har en diameter på ungefär 5 kilometer.